# Rubus saxatilis
Espèce
La Ronce des rochers (Rubus saxatilis) est une espèce de plantes à fleurs de la famille des Rosaceae.

## Description
C'est une petite ronce vivace avec peu d'aiguillons aux petites fleurs blanches en grappes à pétales dressés et sépales arqués en arrière.
Les pousses végétatives sont rampantes alors que les tiges florifères ayant des feuilles à trois folioles grossièrement dentées et vertes sur les deux faces sont dressées. Les fruits rouges et comestibles sont formés de grosses drupes peu nombreuses.

## Habitat et répartition
C'est une plante des terrains calcaires, éboulis ombrés et frais sous climat plutôt montagnard.
Elle est absente de l'ouest de la France.

## Utilisation
Selon certaines sources[réf. nécessaire], il pourrait être dangereux de consommer les fruits en buvant de l'alcool. Il est dit que cela peut provoquer des réactions allergiques.
Les drupes peuvent être consommées naturelles ou cuisinées. Elles sont un peu acides mais agréables au palais.
On peut en faire des compotes, des jus ou des sirops.

## Utilisation médicale
En décoction, la racine et les feuilles sembleraient traiter la dysenterie.

## Statut de protection
En France, l'espèce est protégée en Champagne-Ardenne et en Picardie.